# Heinrich Görtz (Politiker)

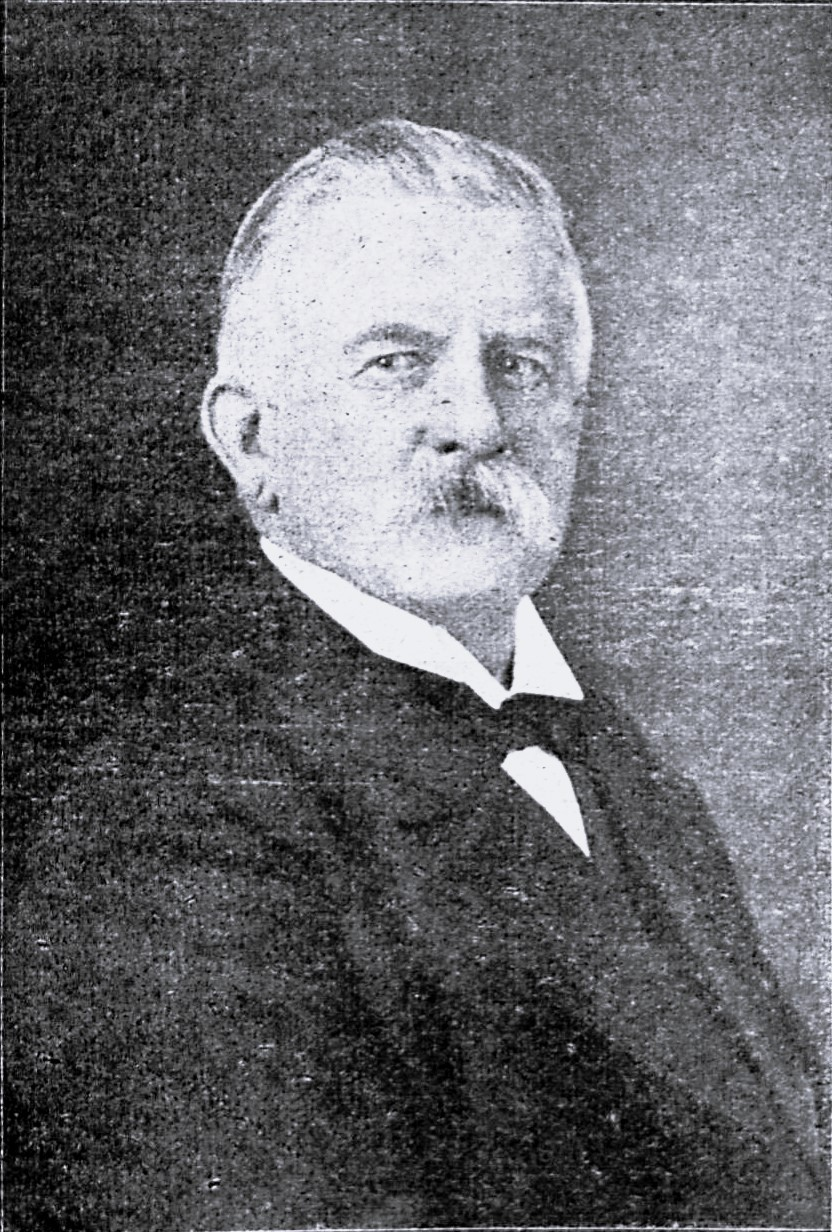
H. A. Görtz

Heinrich Adolf Görtz (* 3. Juli 1848 in Lübeck; † 28. Mai 1937 ebenda) war Jurist und Mitglied des Deutschen Reichstags.

## Leben

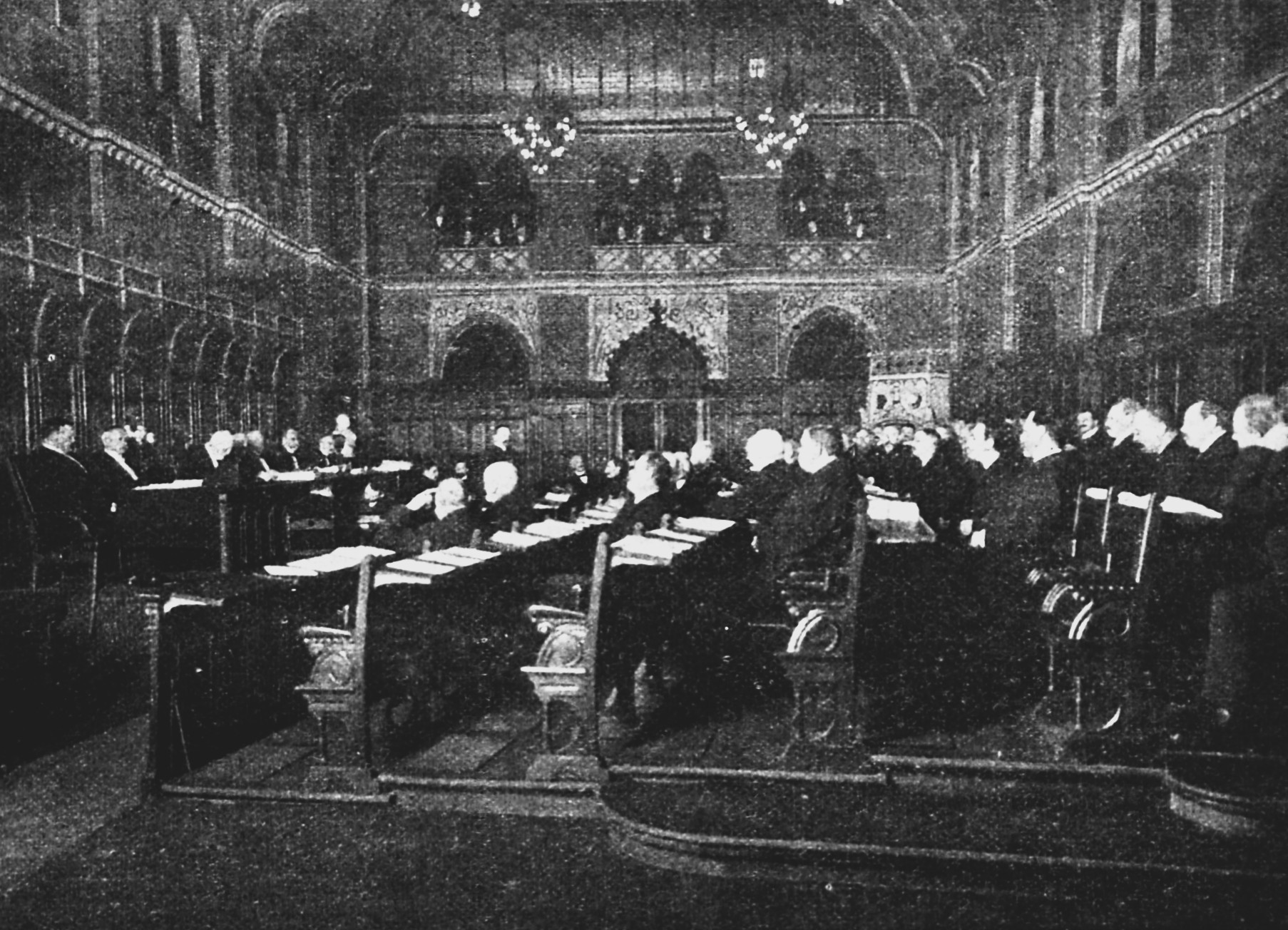
Bei den Sitzungen saßen auf den erhöhten Sitzen die Kommissare des Senats und die Wortführer

Heinrich Görtz war ein Sohn des Juristen und Direktors des Lübecker Untergerichts Christoph Görtz (1812–1889). Nach dem Besuch des Katharineums bis zum Abitur Michaelis 1868 studierte er an der Universität Rostock, in Heidelberg und in Göttingen Rechtswissenschaften. Während seines Studiums wurde er 1870 Mitglied der Burschenschaft Frankonia Heidelberg. Danach war er ab 1873 Rechtsanwalt beim Landgericht Lübeck und beim Oberlandesgericht Hamburg. Seine Anwaltstätigkeit übte er zuletzt in einer Sozietät aus, die ihren Sitz im Bankhaus am Kohlmarkt (damals Lübecker Commerz-Bank) hatte. Seit 1887 war er Mitglied der Lübeckischen Bürgerschaft.
Er war Mitglied des Aufsichtsrates der Schiffswerft von Henry Koch.
Am 4. Dezember 1911 bestimmte die Bürgerschaft zum wiederholten Male drei Männer, die im öffentlichen Leben mehrfach als ausschlaggebende Persönlichkeiten hervorgetreten waren, für die Führung der Geschäfte. Zu ihrem Ersten Wortführer wurde der seit 24 Jahren ihr ununterbrochen angehörende und bei der Ergänzungswahl im November erneut für sechs Jahre in die Bürgerschaft gewählte Jurist. Zu seinem Ersten Stellvertreter wurde der Kaufmann Max Jenne, zum Zweiten der Goldschmied Max Buchwald erwählt.
1918 wurde er mit der Gedenkmünze Bene Merenti ausgezeichnet.
Beim Misstrauensantrag gegen Bürgermeister Neumann stimmte er entgegen seiner Partei nicht dafür.
Von 1893 bis 1898 war er Mitglied des Deutschen Reichstags für den Reichstagswahlkreis Hansestadt Lübeck und die Freisinnige Vereinigung. Görtz wurde als gemeinsamer Kandidat der Deutsch-Konservativen Partei, der Reichspartei, der Nationalliberalen Partei und der Freisinnigen Vereinigung nominiert, um eine Wiederwahl des sozialdemokratischen Abgeordneten Theodor Schwartz zu verhindern. In der Stichwahl siegte die All-Parteien-Koalition knapp mit 8.025 Stimmen gegen 7.871 Stimmen, die auf Schwartz entfielen.